# Indre Kvarøy
Indre Kvarøy est une localité du comté de Nordland, en Norvège, située sur l'île du même nom.

## Géographie
Administrativement, Indre Kvarøy fait partie de la kommune de Lurøy.